# Artificiere

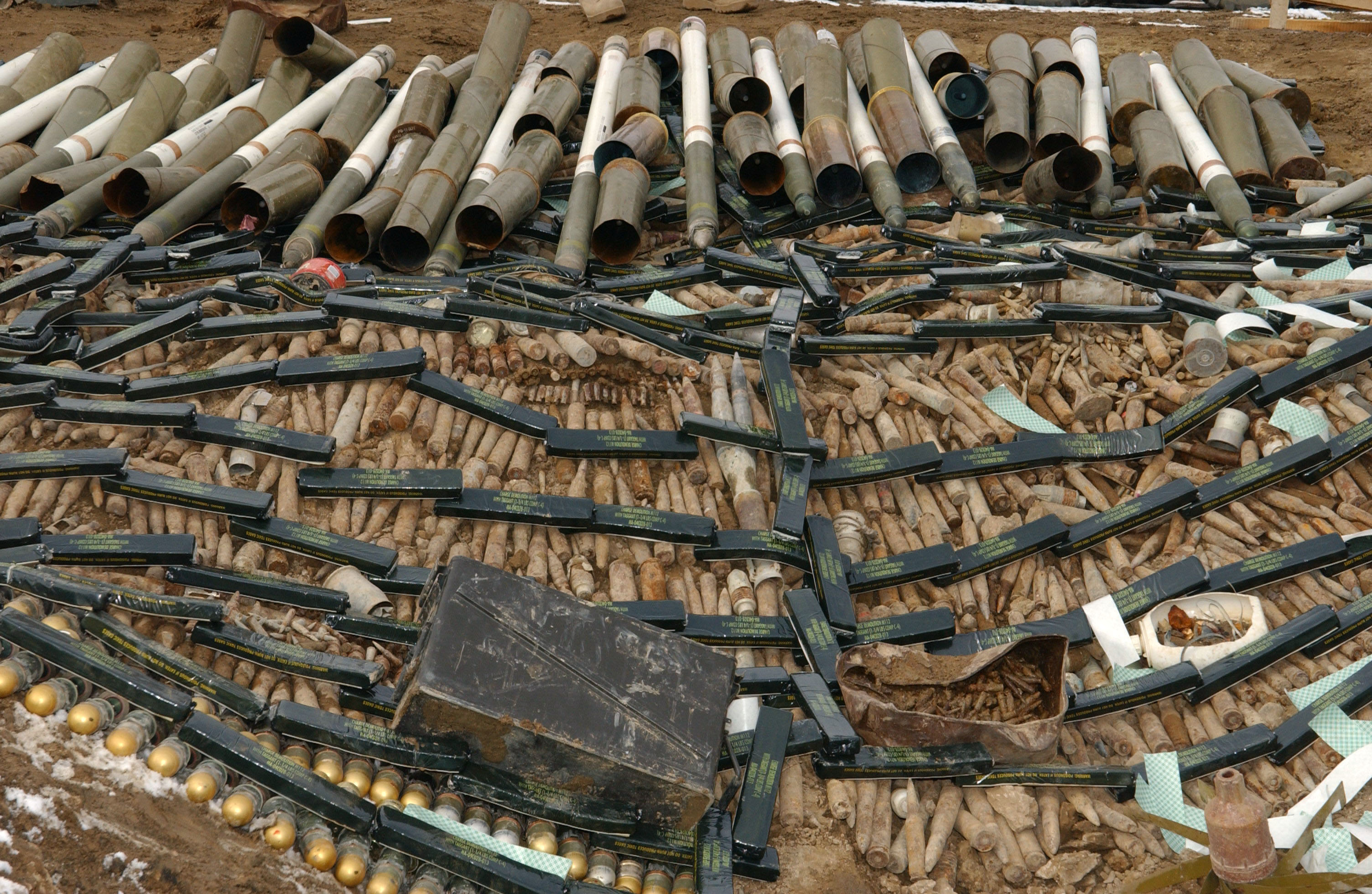
Vari tipi di ordigni inesplosi, dotati di cariche multiple di demolizione più M112 (blocchi rettangolari neri), contenenti esplosivo C4 in preparazione per la distruzione

L'artificiere è una figura tecnica preposta ad effettuare la bonifica del suolo da ordigni esplosivi. Tale processo è finalizzato a neutralizzare, disattivare e a rendere sicuri tutti gli ordigni inesplosi e gli ordigni improvvisati.

## Storia

### Prima guerra mondiale e periodo tra le due guerre
La bonifica degli ordigni, effettuata dagli artificieri, divenne una pratica formalizzata durante la prima guerra mondiale. La rapida produzione di massa di munizioni portò molti difetti di fabbricazione con un gran numero di proiettili, sparati da entrambe le parti, divenuti letteralmente "catorci". Naturalmente questi risultarono pericolosi per entrambe le parti. In risposta gli inglesi crearono una sezione di esaminatori ordinari dalla Royal Army Ordnance Corps al fine di gestire il dilagante problema.
Nel 1918 il Deutsches Heer (1871-1919) utilizzò delle spolette ad azione ritardata, che negli anni 1930 vennero ulteriormente sviluppate e sofisticate, a seguito del programma segreto della Germania nazista di sviluppo delle armi. Questi test portarono alla creazione delle spolette ad azione differita o ritardata, introdotte da Herbert Ruehlemann della Rheinmetall e impiegate la prima volta durante la guerra civile spagnola. L'azione ritardata delle spolette impiegate nelle bombe aeree, provocò il terrore tra la popolazione civile spagnola a causa dell'incertezza del tempo, rendendo inoltre complesso il compito di disinnescarle. I tedeschi si accorsero che le bombe inesplose causarono maggior caos delle bombe che esplodevano immediatamente. Questo causò un incremento nell'uso delle bombe ad azione ritardata nella seconda guerra mondiale. Invero anche gli alleati avevano in servizio numerose spolette a funzionamento differito o dette a lungo ritardo, come la inglese Pistol N°17 e N°37 (fino a 144 ore) o la M123 americana similare, che oltre ad avere tempi di ritardo programmabili con una certa sicurezza, erano anche progettate per opporsi anche ai tentativi di rimuoverle o neutralizzarle, risultando spesso letali per il personale artificiere.
Inizialmente non vi erano né l'impiego di strumenti specializzati, né la formazione, né una conoscenza basilare a disposizione e, mentre i tecnici delle munizioni impararono a neutralizzare in sicurezza uno specifico tipo di ordigno, il nemico aggiungeva e modificava varie parti affinché gli sforzi per disinnescare diventassero più pericolosi. Questa tendenza al "gatto con il topo" è giunta sino al giorno d'oggi e le varie tecniche utilizzate per disarmare le munizioni non sono ovviamente pubblicizzate.

### Seconda guerra mondiale

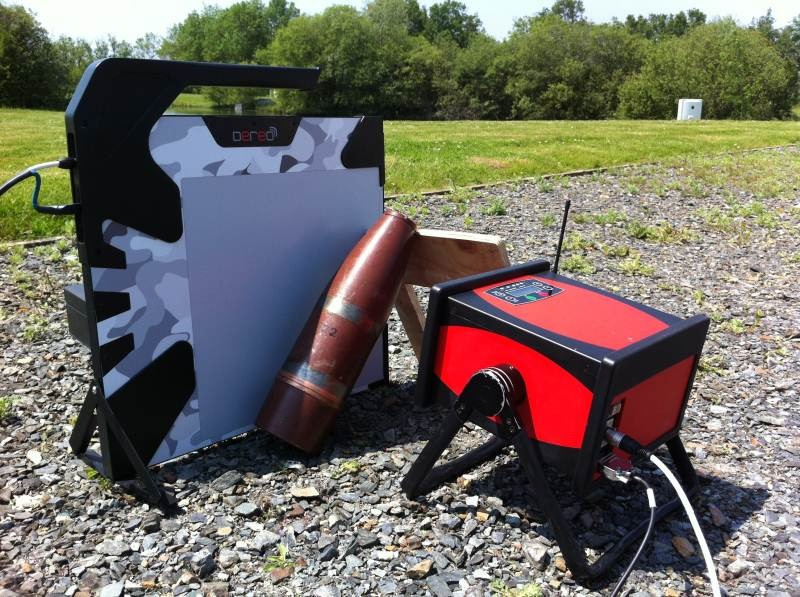

Durante la seconda guerra mondiale, durante la battaglia d'Inghilterra, l'attività ebbe grande risalto; in aggiunta ai tradizionali raid aerei, le bombe inesplose influirono pesantemente sul morale della popolazione, paralizzando i servizi essenziali e le comunicazioni. Le bombe con spoletta ad azione ritardata provocarono paura ed incertezza nella popolazione civile, il problema fu ulteriormente complicato quando i Royal Engineer bomb disposal personnel cominciarono ad incontrare munizioni munite di dispositivo anti-manomissione.
Le spolette delle bombe che incorporavano dei dispositivi anti-manomissione furono specificatamente progettati per impedire la rimozione delle spolette e quindi la neutralizzazione delle grosse bombe, anche uccidendo gli artificieri. Gli scienziati ed il personale tecnico rispose mettendo a punto metodologie e contromisure per rendere le operazioni più sicure con la conoscenza e a volte l'improvvisazione, creando le basi della moderna tecnica di neutralizzazione degli ordigni inesplosi.

### Nell'Irlanda del Nord dal 1969 ad oggi
Gli artificieri della Royal Logistic Corps (in precedenza RAOC), sono diventati i più importanti esperti mondiali in ordigni terroristici o improvvisati (l'acronimo è IED, Improvised Explosive Device), dopo che per anni contrastarono gli ordigni improvvisati piazzati dall'Esercito di liberazione dell'Irlanda del Nord (PIRA). I primi IED del PIRA variavano dalle semplici bombe artigianali con micce, ai più sofisticati ordigni attivati dalla vittima. Dai primi anni 1970 in poi, la PIRA, evolvendosi con gli anni, iniziò ad impiegare gli ordigni con vari tipi di esplosivi artigianali e di tecniche terroristiche mutuate da organizzazioni come l'ETA, la RAF tedesca e le BR italiane, con la connivenza di stati e servizi segreti di tutto il mondo.
Un'unità specializzata dell'Esercito Inglese, la compagnia 321 EOD, (oggi parte dell'11º Reggimento EOD) fu distribuito per contrastare le violenze dell'IRA nell'impiego di IED contro obiettivi civili e militari. L'unità utilizzava il nominativo radio di "Felix",(in riferimento al gatto con nove vite), utilizzando la frase "Fetch Felix" tutte le volte che veniva rilevato un dispositivo sospetto. Questa frase divenne il titolo di un libro del 1981, intitolato: Fetch Felix. La 321ª EOD Coy RAOC, (ora 321ª EOD Sqn RLC) è l'unica unità dell'Esercito britannico decorata in tempo di pace, famosa per gli atti coraggiosi durante l'OP BANNER (1969 – 2007) nell'Irlanda del Nord.
Artificieri britannici della 5131(BD) Sqn RAF, il 33º Reggimento Genio RE e l'11º Reggimento EOD RLC furono tra i primi gruppi inviati in Iraq nel 2003 prima dell'invasione vera e propria.

### L'età contemporanea e i conflitti a bassa intensità

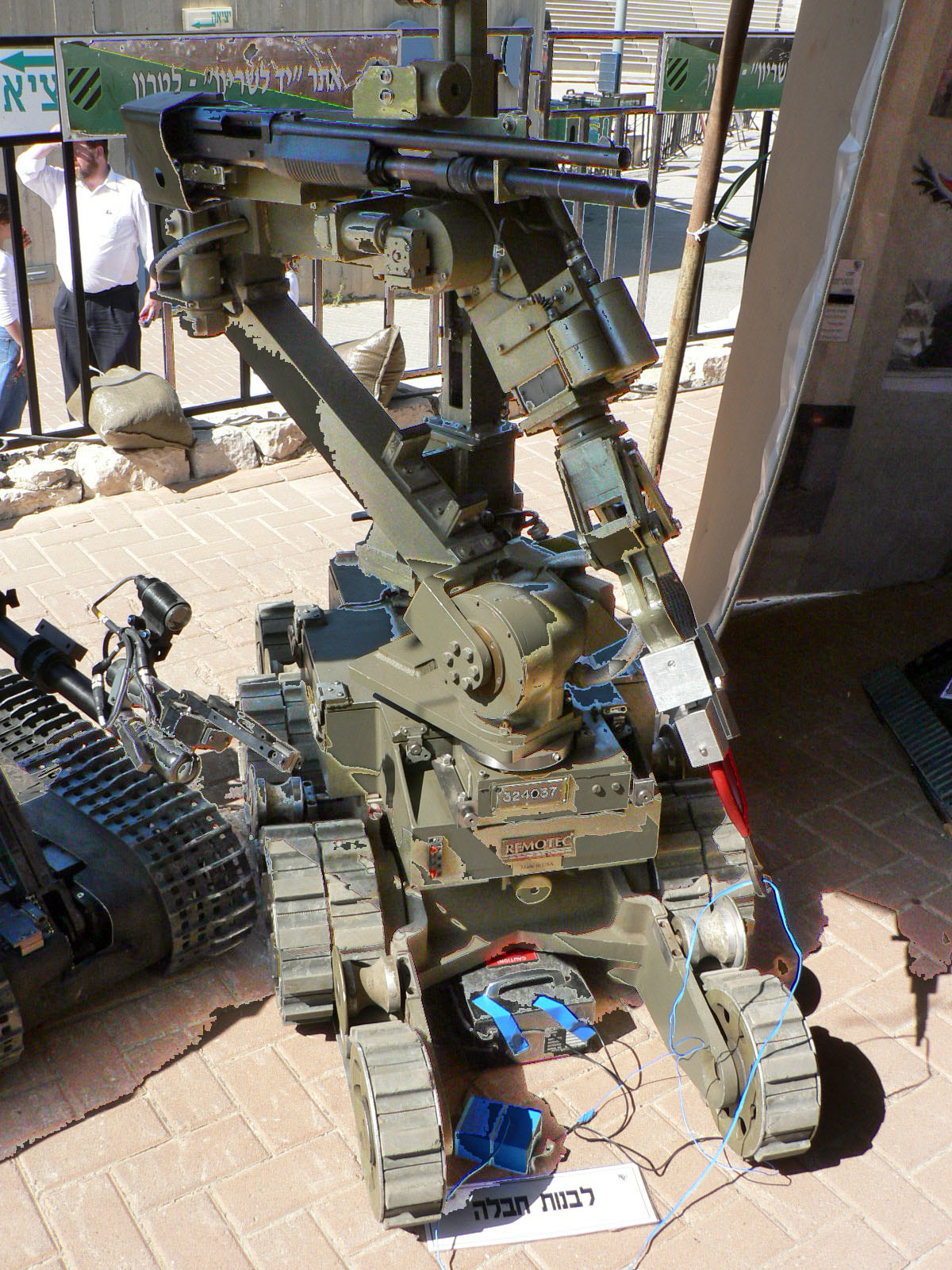
IDF American Andros EOD robot. Questo particolare modello è un MarkV-A1

A partire dal secondo dopoguerra le forze armate britanniche hanno acquisito enorme esperienza nelle operazioni in Irlanda del Nord, nella bonifica di dispositivi IED. Queste venivano create e posizionate sotto forme diverse ed in particolare con autobombe, che venivano fatte detonare con diversi metodi, inclusi comandi via filo e radio. Nella Spagna settentrionale, dove gli attentati dei gruppi separatisti baschi erano comuni durante gli anni 1990, vi erano tre corpi preposti alla bonifica degli ordigni: Policia Nacional, Guardia Civil ed Ertzaintza. La Policia Nacional e la Guardia Civil vengono allertati solamente quando il bersaglio è uno dei loro membri. I migliori artificieri britannici sono stati l'11º Reggimento EOD e il RLC.

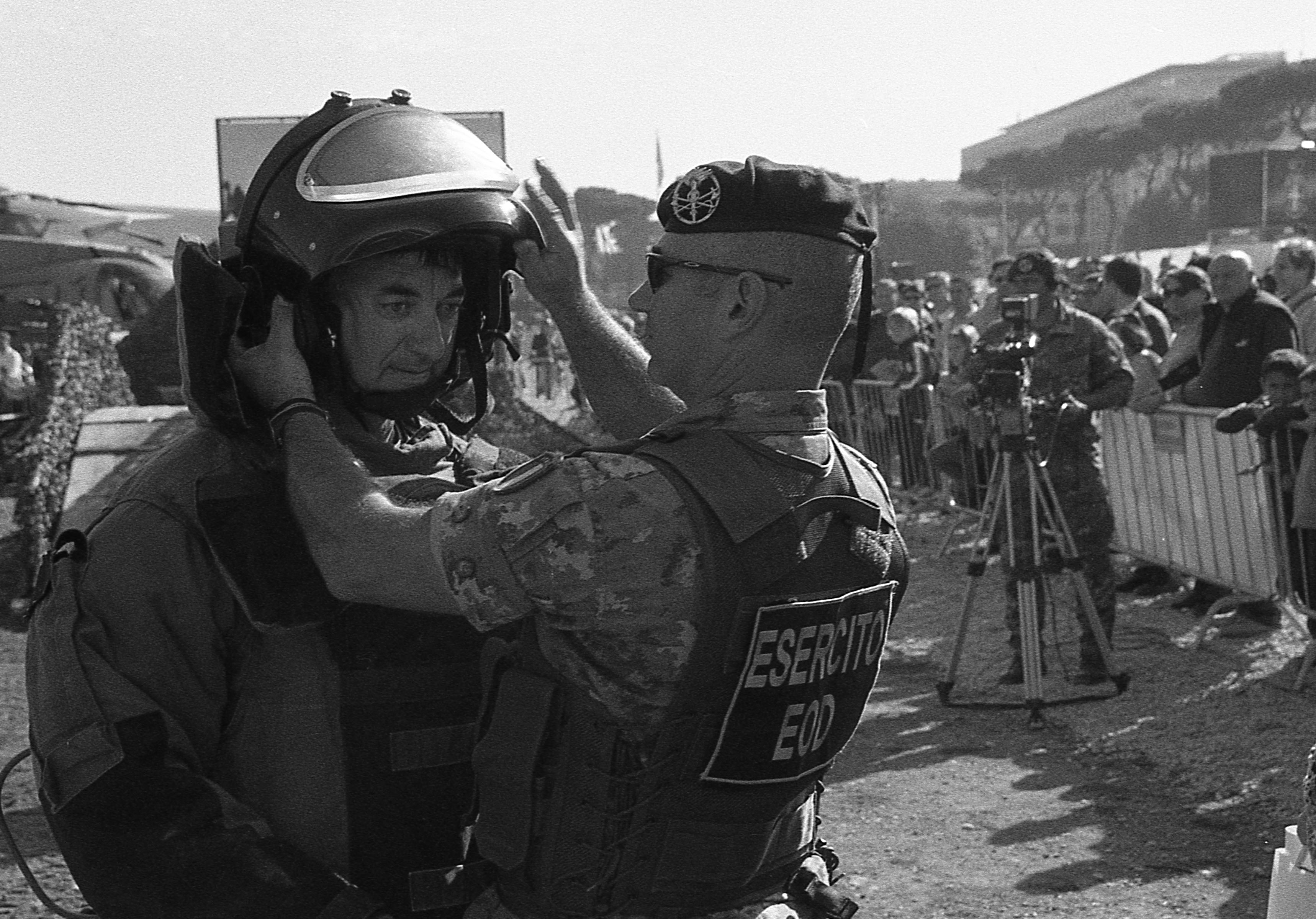
Dimostrazione pubblica della vestizione con tuta anti scoppio di un artificiere dell'Esercito Italiano

Il diffondersi dei conflitti a bassa intensità e il terrorismo, soprattutto all'inizio del XXI secolo, ha causato un ulteriore sviluppo delle tecniche terroristiche e conseguentemente dei metodi di bonifica. Gli operatori hanno dovuto adattarsi alla rapida evoluzione dei metodi di costruzione degli dispositivi esplosivi improvvisati che vanno dalle autobombe fino alle cinture esplosive e ad ordigni con esplosivi improvvisati. Poiché gli esplosivi improvvisati sono generalmente poco affidabili e molto instabili, il loro impiego come la loro creazione, mette ad alto rischio sia il pubblico sia gli operatori EOD che cercano di renderli sicuri. Pertanto, i nuovi metodi, come le vecchie tecniche, si basano su veicoli remotizzati specificatamente progettati e armati come i robot impiegati dagli artificieri contro gli IED o le enormi ruspe corazzate come il D7 MCAP e il armored D9R.
Durante l'Antifada al-Aqsa, le forze armate israeliane disarmarono e fecero esplodere centinaia di cariche esplosive, bombe e munizioni improvvisate come i razzi. Due squadre Israeliane EOD si guadagnarono la reputazione di aver convogliato tutti gli sforzi in questo: Il corpo del genio dell'Esercito Israeliano, il Sayeret Yahalom, e la Guardia di frontiera Israeliana dell'area di Gaza.
Nella Guerra in Iraq, le forze della Coalizione multinazionale in Iraq affrontarono molti ordigni esplosivi (IED) nei loro itinerari. Tali ordigni potevano facilmente distruggere i veicoli leggeri come il Humvee, mentre quelli più grandi erano in grado di distruggere anche i carri armati. Queste cariche unite alle autobombe ed agli attentatori suicidi sono stati la maggiore causa delle vittime civili e militari in Iraq

## Definizioni
Esistono due categorie di artificiere:
- militare, a sua volta suddivisa in:
  - Explosive Ordnance Disposal (Artificiere con Qualifica EOD), interviene su ordigni regolamentari in servizio presso la Forza Armata nazionale e la NATO, su ordigni esteri e sui residuati bellici. Alcune particolari abilitazioni vengono conseguite per operare su ordigni esplosivi che possono avere caricamenti chimici e biologici.
  - Improvised Explosive Device Disposal (Artificiere con Qualifica IEDD), è in possesso di tutti i requisiti EOD e, dopo aver conseguito particolari esperienze, viene qualificato ad operare su tutti gli ordigni esplosivi improvvisati, quali pacchi bomba, autobomba, etc, anche con l'uso di speciali veicoli remotizzati dedicati.
- Civile, che comprende:
  - Artificieri Public Safety Bomb Disposal (PSBD)[non chiaro]
  - Squadra Artificieri[non chiaro]